# Fútbol playa en los Juegos Africanos de Playa
El Fútbol playa en los juegos africanos es la competición de ese deporte, que se celebra en el marco de los Juegos Africanos de Playa.

## Palmarés masculino
| Año          | Sede     | · Oro     | Final Resultado | · Plata   | · Bronce | Resultado | 4.º lugar  |
| ------------ | -------- | --------- | --------------- | --------- | -------- | --------- | ---------- |
| 2019 Detalle | Sal      | Senegal   | 4:1             | Marruecos | Nigeria  | 5:4       | Cabo Verde |
| 2023 Detalle | Hammamet | Marruecos | Liga            | Senegal   | Tanzania | Liga      | Kenia      |

### Medallero masculino
| Núm. | País      | Oro | Plata | Bronce | Total |
| ---- | --------- | --- | ----- | ------ | ----- |
| 1    | Senegal   | 1   | 1     | 0      | 2     |
| 2    | Marruecos | 1   | 1     | 0      | 2     |
| 3    | Nigeria   | 0   | 0     | 1      | 1     |
|      | Tanzania  | 0   | 0     | 1      | 1     |
|      | TOTAL     | 2   | 2     | 2      | 6     |

## Palmarés femenino
| Año          | Sede | · Oro      | Final Resultado | · Plata | · Bronce                    | Resultado                   | 4.º lugar                   |
| ------------ | ---- | ---------- | --------------- | ------- | --------------------------- | --------------------------- | --------------------------- |
| 2019 Detalle | Sal  | Cabo Verde | 8:1 12:2        | Argelia | Solo hubo dos participantes | Solo hubo dos participantes | Solo hubo dos participantes |

### Medallero femenino
| Núm. | País       | Oro | Plata | Bronce | Total |
| ---- | ---------- | --- | ----- | ------ | ----- |
| 1    | Cabo Verde | 1   | 0     | 0      | 1     |
| 2    | Argelia    | 0   | 1     | 0      | 1     |
|      | TOTAL      | 1   | 1     | 0      | 2     |

## Medallero general
| Núm. | País       | Oro | Plata | Bronce | Total |
| ---- | ---------- | --- | ----- | ------ | ----- |
| 1    | Senegal    | 1   | 1     | 0      | 2     |
| 1    | Marruecos  | 1   | 1     | 0      | 2     |
| 3    | Cabo Verde | 1   | 0     | 0      | 1     |
| 4    | Argelia    | 0   | 1     | 0      | 1     |
| 5    | Nigeria    | 0   | 0     | 1      | 1     |
| 5    | Tanzania   | 0   | 0     | 1      | 1     |
|      | TOTAL      | 3   | 3     | 2      | 8     |